# Fabbrica Curone
Fabbrica Curone (piemontesisch Frògna, im lokalen Dialekt Fràuga) ist eine Gemeinde in der italienischen Provinz Alessandria (AL), Region Piemont.

## Lage und Einwohner
Die Gemeinde Fabbrica Curone liegt 53 km südöstlich von der Provinzhauptstadt Alessandria auf einer Höhe von 440 m über dem Meeresspiegel im oberen Tal des Baches Curone. Es ist die östlichste Gemeinde der Provinz Alessandria und grenzt auch an die Emilia-Romagna und die Lombardei. Das Gemeindegebiet umfasst eine Fläche von 53,64 km² und hat 552 (Stand 31. Dezember 2024) Einwohner. Die Gemeinde besteht aus den Ortsteilen (Fraktionen) Caldirola, Forotondo, Selvapiana, Garadassi, Montecapraro, Salogni, Bruggi, Lunassi, Pareto und Morigliassi.
Die Nachbargemeinden sind Albera Ligure, Cabella Ligure, Gremiasco, Montacuto, Santa Margherita di Staffora (PV), Varzi (PV) und Zerba (PC).

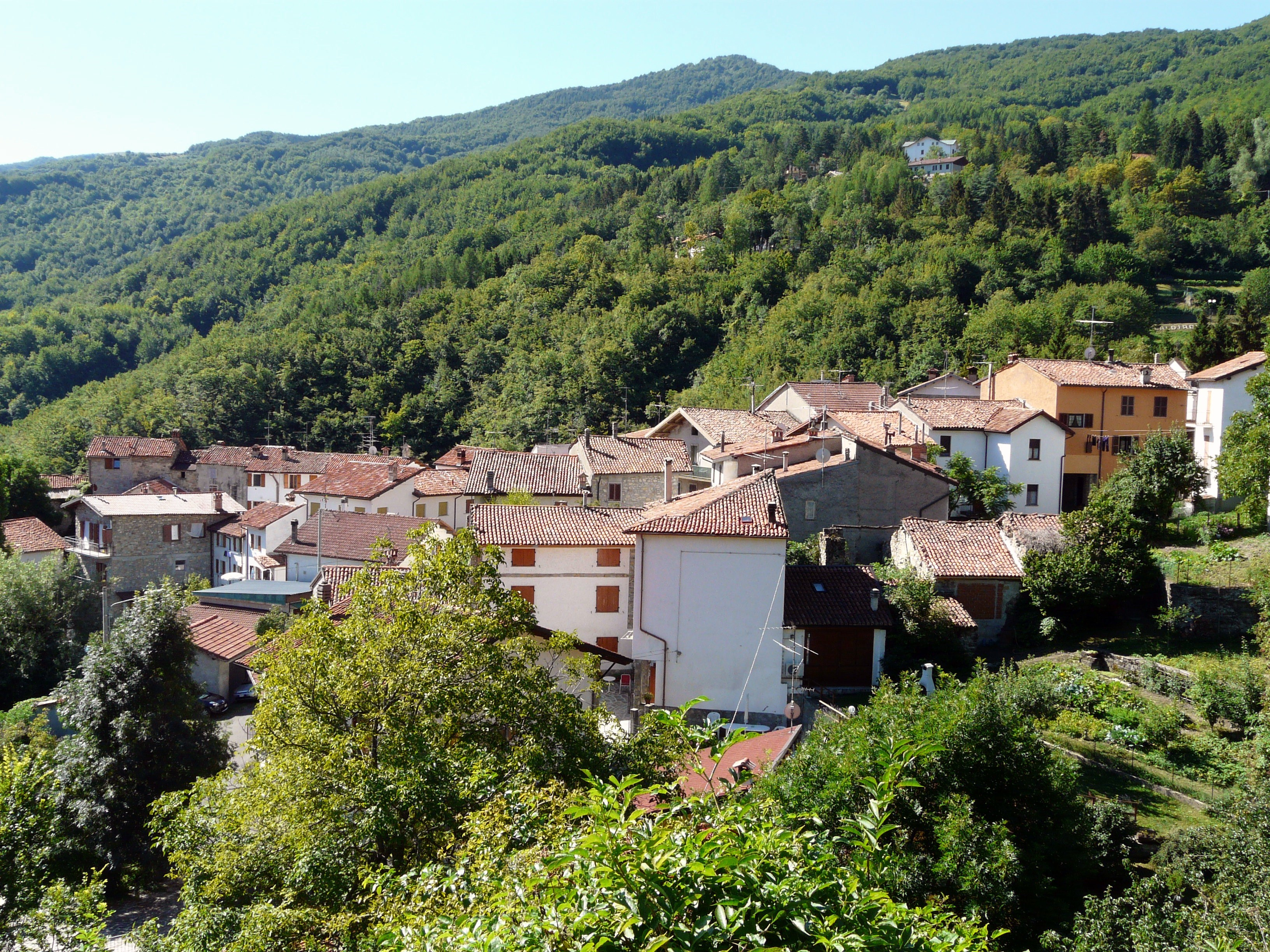
Panorama der Fraktion Caldirola

### Bevölkerungsentwicklung
Im letzten Jahrhundert hat die Gemeinde über 80 % ihrer Gesamtbevölkerung verloren.

## Geschichte

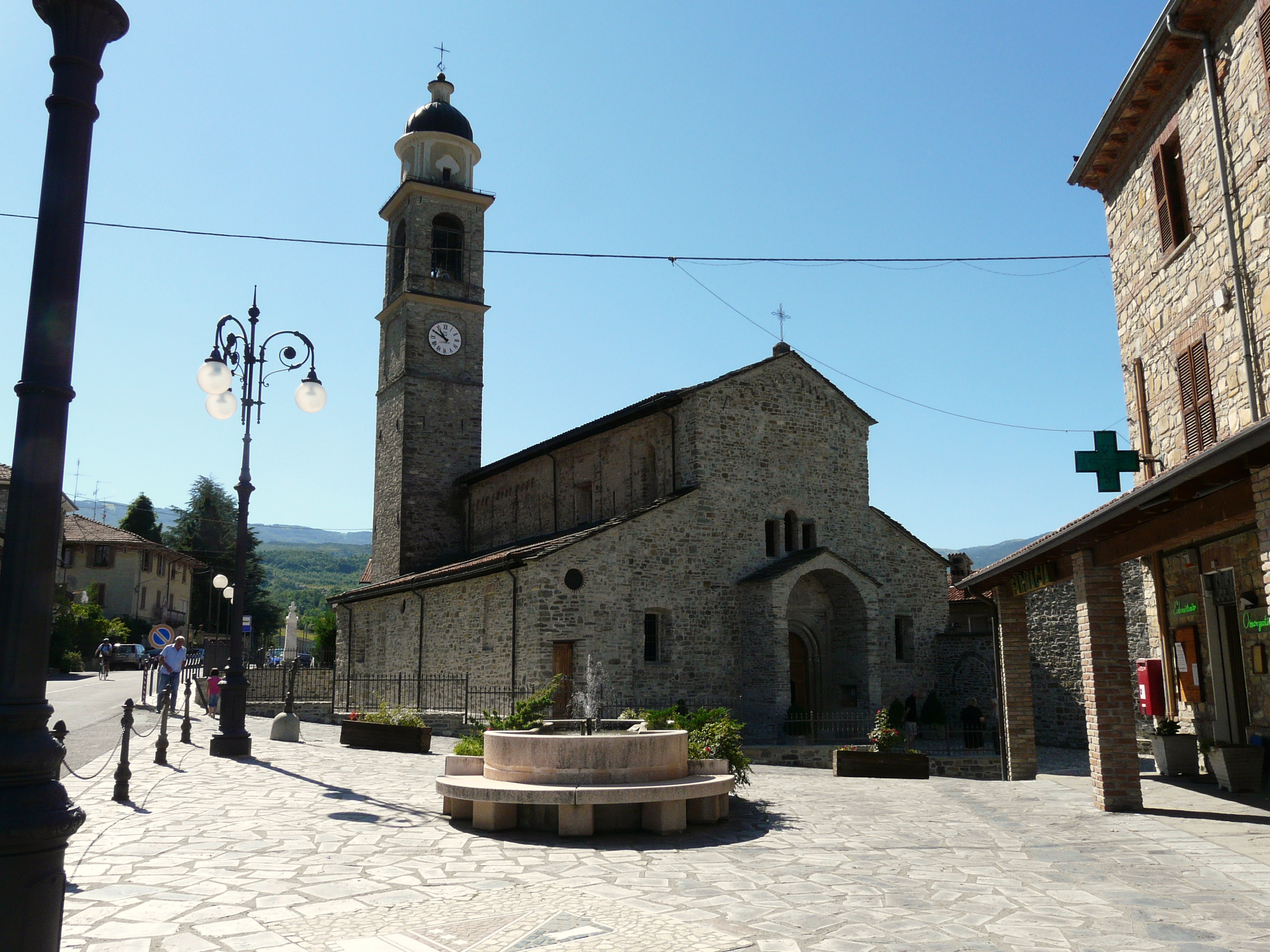
Kirche Santa Maria Assunta

Der Name der Siedlung wird im Mittelalter durch die wiederkehrende Form „Fubrica“ bestätigt, die jedoch von den Varianten „Favrega“, „Favega“ und „Favrea“ begleitet wird, die alle „Werkstatt“ oder „Schmiede“ bedeuten. Der Zusatz Curone wurde erst vor relativ kurzer Zeit hinzugefügt. Seine sicheren Ursprünge reichen bis ins Mittelalter zurück. Die Gemeinde existierte wahrscheinlich bereits in vorrömischer Zeit und wurde von den Liguriern gegründet, die diesen Teil des Piemonts besetzten. Diese Theorie wird durch die Entdeckung historischer Funde aus vorchristlicher Zeit in diesem Bereich gestützt.
Im 12. Jahrhundert wurde es Teil der Grafschaft der Bischöfe von Tortona, wie aus einer von Papst Adrian IV. im Jahr 1157 unterzeichneten Bulle hervorgeht. Nach der Abtretung an verschiedene örtliche Herrschaften gelangte es an die Gemeinde Tortona, deren Bischof Monsignore Giacomo Visconti war. 1349 wurde es der Familie Malaspina geschenkt. Anschließend wurde es als Lehen an die Familie Fieschi und nach der Beschlagnahmung durch Karl V. an die Familie Doria übergeben. Hier befand sich eine alte Pfarrkirche, zu der auch zahlreiche Pfarreien gehörten.

## Sehenswürdigkeiten
- Die Pfarrkirche Santa Maria Assunta, ein Nationaldenkmal, ist die Erweiterung der alten romanisch-gotischen Pfarrkirche.[4]
- Die Ruinen einer alten Burg, die der Familie Malaspina gehörte.[5]
- Die 1069 erbaute Kapelle Santa Margherita, die 1619 erweitert und zur Pfarrei erhoben wurde.
- Die Christusstatue auf dem Berg Priarolo.